# Asklepiades från Samos
Asklepiades var en grekisk lyriker från Samos, omkring 270 f. Kr.
Han författade företrädesvis erotiska epigram.